# Martinus Johannes Conrad
Martinus Johannes Conrad  (Delft, 21 september 1773 - Amsterdam, 17 februari 1810) was een Nederlands  waterbouwkundige.  Hij werkte aan de strandhoofden bij de Hondsbossche zeedijk en werd daarna kort genieofficier. Hij verliet de militaire dienst en werd opzichter van de Baardwijkse Overlaat.
Hij was de broer van Frederik Willem Conrad. Beide broers werden na het overlijden van hun ouders opgenomen in het weeshuis in Delft en later in de fundatie van Renswoude te 's Gravenhage opgenomen, waar hij technisch onderwijs ontving.  In 1794 werd hij opzichter bij de bouw van strandhoofden aan de Hondsbossche Zeewering, in 1795 was hij korte tijd aan de Grebbe werkzaam, en keerde dat jaar terug hij naar Delft om zich verder te bekwamen in de theoretische vakken.
In 1797 werd hij extraordinaris ingenieur bij de genie, in 1799 werd hij luitenant-ingenieur met standplaats Woerden, maar kort daarna wordt hij ingezet bij het veldleger, dat de in Noord-Holland gelande Engelsen en Russen moest bestrijden. Daarna wordt hij gestationeerd in Den Helder, Alkmaar, Muiden, Brielle en in Westerwolde. In november 1806 krijgt hij op eigen verzoek vervroegd pensioen, waarschijnlijk vanwege de slechte toestand van zijn gezichtsvermogen. 
Vanaf 1807 is hij opzichter bij de Baardwijkse Overlaat met een bezoldiging van ƒ 3. - per dag, maar ook dit is hij niet lang gebleven, hij ging kort daarna in Alkmaar wonen, waar hij in 1803 trouwde als "lieutenenant insigneur" met Soutje Monsieur. Hij kreeg op 7 februari 1806  een zoon, Meindert. Om onbekende reden kreeg deze de achternaam Monsieur. Hij kreeg nog twee kinderen die jong overleden.
- Biografisch Portaal: 19429395